# Fundação Cultural de Canoas
A Fundação Cultural de Canoas, criada em 20 de novembro de 1984, é um centro cultural que realiza atividades nas áreas de Literatura, Artes Plásticas, Teatro, Folclore, Música e Dança, entre outras. Sua sede fica numa antiga estação ferroviária de Canoas, que fica no centro da cidade, junto a linha do Trensurb.